# Новая Ракитянка
Новая Ракитянка — деревня в Кувандыкском городском округе Оренбургской области.

## География
Находится на берегах реки Имелля на расстоянии примерно 18 километров по прямой на восток-северо-восток от окружного центра города Кувандык.

## Климат
Климат умеренно континентальный. Времена года выражены чётко. Среднегодовая температура по району изменяется от +4,0 °C до +4,8 °C. Самый холодный месяц года — январь, среднемесячная температура около −20,5…−35 °C. Атмосферных осадков за год выпадает от 300 до 450—550 мм, причём большая часть приходится на весенне-летний период (около 70 %). Снежный покров довольно устойчив, продолжительность его, в среднем, 150 дней.

## История
По-видимому, основана украинцами как выселок из посёлка Ракитянка Кувандыкского района. В 1921 году деревня уже существовала. В 1960-х годах в Новую Ракитянку переселился ряд башкирских семей из деревни Юнусово, которая была объявлена «неперспективной» и прекратила своё существование. До 2016 года входила в Новоракитянский сельсовет Кувандыкского района, после реорганизации этих муниципальных образований в составе Кувандыкского городского округа.

## Население
Постоянное население в 2002 году составляло 218 человек (башкиры — 88 %), 136 в 2010 году.